# Arrigny
Arrigny és un municipi francès, situat al departament del Marne i a la regió del Gran Est. L'any 2007 tenia 267 habitants.

## Demografia

### Població
El 2007 la població de fet d'Arrigny era de 267 persones. Hi havia 124 famílies, de les quals 36 eren unipersonals (20 homes vivint sols i 16 dones vivint soles), 48 parelles sense fills, 36 parelles amb fills i 4 famílies monoparentals amb fills.
La població ha evolucionat segons el següent gràfic:
Habitants censats

### Habitatges
El 2007 hi havia 153 habitatges, 121 eren l'habitatge principal de la família, 25 eren segones residències i 7 estaven desocupats. 141 eren cases i 10 eren apartaments. Dels 121 habitatges principals, 91 estaven ocupats pels seus propietaris, 29 estaven llogats i ocupats pels llogaters i 1 estava cedit a títol gratuït; 3 tenien una cambra, 2 en tenien dues, 21 en tenien tres, 30 en tenien quatre i 66 en tenien cinc o més. 91 habitatges disposaven pel capbaix d'una plaça de pàrquing. A 46 habitatges hi havia un automòbil i a 65 n'hi havia dos o més.

### Piràmide de població
La piràmide de població per edats i sexe el 2009 era:
| Homes | Edats   | Dones |
| ----- | ------- | ----- |
| 0     | 95 o +  | 0     |
| 0     | 90 a 94 | 0     |
| 0     | 85 a 89 | 4     |
| 0     | 80 a 84 | 4     |
| 8     | 75 a 79 | 8     |
| 8     | 70 a 74 | 12    |
| 0     | 65 a 69 | 16    |
| 8     | 60 a 64 | 0     |
| 4     | 55 a 59 | 4     |
| 8     | 50 a 54 | 8     |
| 16    | 45 a 49 | 4     |
| 16    | 40 a 44 | 24    |
| 16    | 35 a 39 | 12    |
| 4     | 30 a 34 | 4     |
| 0     | 25 a 29 | 8     |
| 8     | 20 a 24 | 8     |
| 16    | 15 a 19 | 16    |
| 24    | 10 a 14 | 8     |
| 4     | 5 a 9   | 8     |
| 0     | 0 a 4   | 4     |

## Economia
El 2007 la població en edat de treballar era de 171 persones, 134 eren actives i 37 eren inactives. De les 134 persones actives 121 estaven ocupades (67 homes i 54 dones) i 14 estaven aturades (7 homes i 7 dones). De les 37 persones inactives 13 estaven jubilades, 8 estaven estudiant i 16 estaven classificades com a «altres inactius».

### Ingressos
El 2009 a Arrigny hi havia 121 unitats fiscals que integraven 279 persones, la mediana anual d'ingressos fiscals per persona era de 17.219 €.

### Activitats econòmiques
Dels 18 establiments que hi havia el 2007, 2 eren d'empreses extractives, 1 d'una empresa alimentària, 2 d'empreses de fabricació d'altres productes industrials, 1 d'una empresa de construcció, 2 d'empreses de comerç i reparació d'automòbils, 1 d'una empresa de transport, 3 d'empreses d'hostatgeria i restauració, 2 d'empreses de serveis i 4 d'empreses classificades com a «altres activitats de serveis».
Dels 5 establiments de servei als particulars que hi havia el 2009, 1 era una lampisteria, 1 perruqueria i 3 restaurants.
Dels 3 establiments comercials que hi havia el 2009, 1 era una botiga de més de 120 m², 1 una botiga de menys de 120 m² i 1 una botiga d'electrodomèstics.
L'any 2000 a Arrigny hi havia 4 explotacions agrícoles.

## Poblacions més properes
El següent diagrama mostra les poblacions més properes.